# The Journal of Nuclear Medicine
The Journal of Nuclear Medicine (abrégé en J.Nucl. Med. ou JNM) est une revue médicale américaine. Elle est éditée par la Society of Nuclear Medicine and Molecular Imaging depuis 1964 et publiée mensuellement en anglais. 
Selon le Journal Citation Reports, son facteur d'impact était de 7,354 en 2016, ce qui la place au cinquième rang des 125 revues de la catégorie "radiologie, médecine nucléaire et imaging medical".